# Barrete germânico

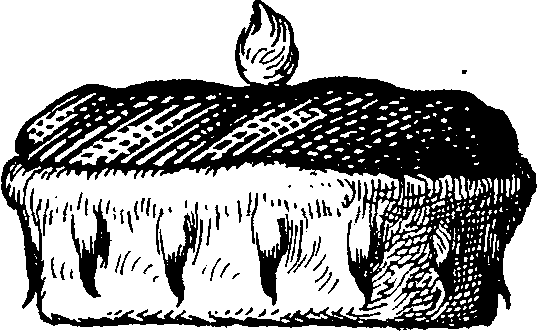
Barrete Germânico primitivo (ilustración realizada por Hugo Gerard Ströhl).

O Barrete Germânico, também conhecida por Birrete ou birreta Germânica, é uma touca redonda de coloração avermelhada com uma franja de arminho, que foi empregado como insígnia  dos Príncipes-eleitores do antigo Sacro Império Romano-Germânico. 
Na heráldica, o barrete  é utilizado tradicionalmente por chanceleres, presidentes de parlamento e chancelarias.
Com o transcurso do tempo, o primitivo barrete eleitoral foi adornado com um arco decorado com pérolas e arrematado com um orbe e uma cruz situada acima  deste. Assim aparece descrita na obra de José de Avilés ( ciência heroica reduzida a leis da heraldica de brasão) publicada em 1780.  Este autor, ao definir o boné dos Príncipes-eleitores, também indica como foi empregado por outros príncipes e monarcas germânicos,e que existam outras variantes. 

A última versão do Barrete dos Príncipes-eleitores esteve fechada por oito diademas de ouro, vistas cinco, carregadas de pérolas e arrematada  com um orbe com uma cruz por cima.  Foi muito semelhante a forma mais habitual das Coroas Reais e também empregadas por alguns Duques germânicos.
Os arquiduques da Áustria empregaram o barrete como insínnia.  Inicialmente  o Barrete Arquiducal contava com uma franja de arminho terminada com pontas e estava fechada por um arco de metal. Nesta primeira versão pode-se observar no escudo austríaco que aparece num exemplar da obra      Privilegium maius, realizado em 1512 para Maximiliano I.
A versão moderna do Barrete Arquiducal se baseou num desenho realizado em 1616 para o Regente do Tirol, o Arquiduque Maximiliano III, que foi enviada a Vienapara a Cerimônia de Homenagem dos Estados, pela primeira vez em 1620 e a última em 1835. 
O moderno Barrete Arquiducal  o forro de arminho termina com oito pontas arredondadas, quatro vistas. Esta é adornada com oito pontas de metal e pedras preciosas, cinco vistas; conta com  quatro diademas de ouro, vistas três, carregadas de pérolas  e pedras preciosas, e arrematadas com uma gema em forma de anel com uma cruz por cima.  O barrete Arquiducal continua figurando nos escudos de alguns Estados  federados e municípios austríacos, com na Alta Áustria , mesmo o país sendo  no momento, uma república. 
Alguns Príncipes Germânicos também empregaram  o Barrete como insígnia.  
No barrete do Príncipe o forro de arminho termina com oito pontas arredondadas, cinco vistas.  Esta fechada por quatro diademas, vistas três, de ouro e carregadas de pérolas, que estão arrematadas com um orbe e uma cruz.

Brasão de armas de Liechtenstein.

O Barrete do Príncipe figura na bandeira e escudo do Principado de Liechtenstein. Como se há indicado alguns estados federados austríacos, como Salzburgo.

Salzburgo

## Variantes
|  | Barrete do Príncipe-eleitor do Sacro Império (Primitivo) Ältester Kurhut | O primitivo Barrete Germânico, usado pelos Eleitores do Sacro Império, consistia num grande boné vermelho com franja de arminho |
|  | Barrete do Príncipe-eleitor do Sacro Império (Antigo) Älterer Kurhut     | Barrete Germânico fechado com um arco decorado com pérolas e arrematado com um orbe e Cruz por cima. |
|  | Barrete do Príncipe-eleitor e de Duque (Moderno) Neuer Kurhut/Herzogshut | Barrete Germânico fechado com oito diademas, vistas cinco, decoradas com pérolas e arrematada com um orbe e cruz. |
|  | Barrete de Arquiduque (Antigo) Erzherzogshut                             | Barrete Germânico com franja de arminho terminado com pontas, estava cercada com um arco de metal. |
|  | Barrete de Arquiduque (Moderno)                                          | Barrete Germânico com forro de arminho terminado com oito pontas arredondadas, quatro vistas. Adornado com metal de oito pontas oito pontas arredondadas, cisco visíveis; e fechada com quatro coroas de ouro, vistas três, fechada com uma gema cruzada. |
|  | Barrete de Príncipe Fürstenhut                                           | Faixa de arminho terminada com oito pontas arredondadas, cinco vistas. Fechada por quatro diademas de ouro e carregada de pérolas, vistas três, arrematada por um orbe cruzado.                                                                           |
|  | Barrete do Duque de Estíria Herzogshut                                   | Variante do Barrete Ducal que foi utilizado pelo Duque de Estíria. |